# UCLA Film and Television Archive

Logo de l'université de Californie à Los Angeles.

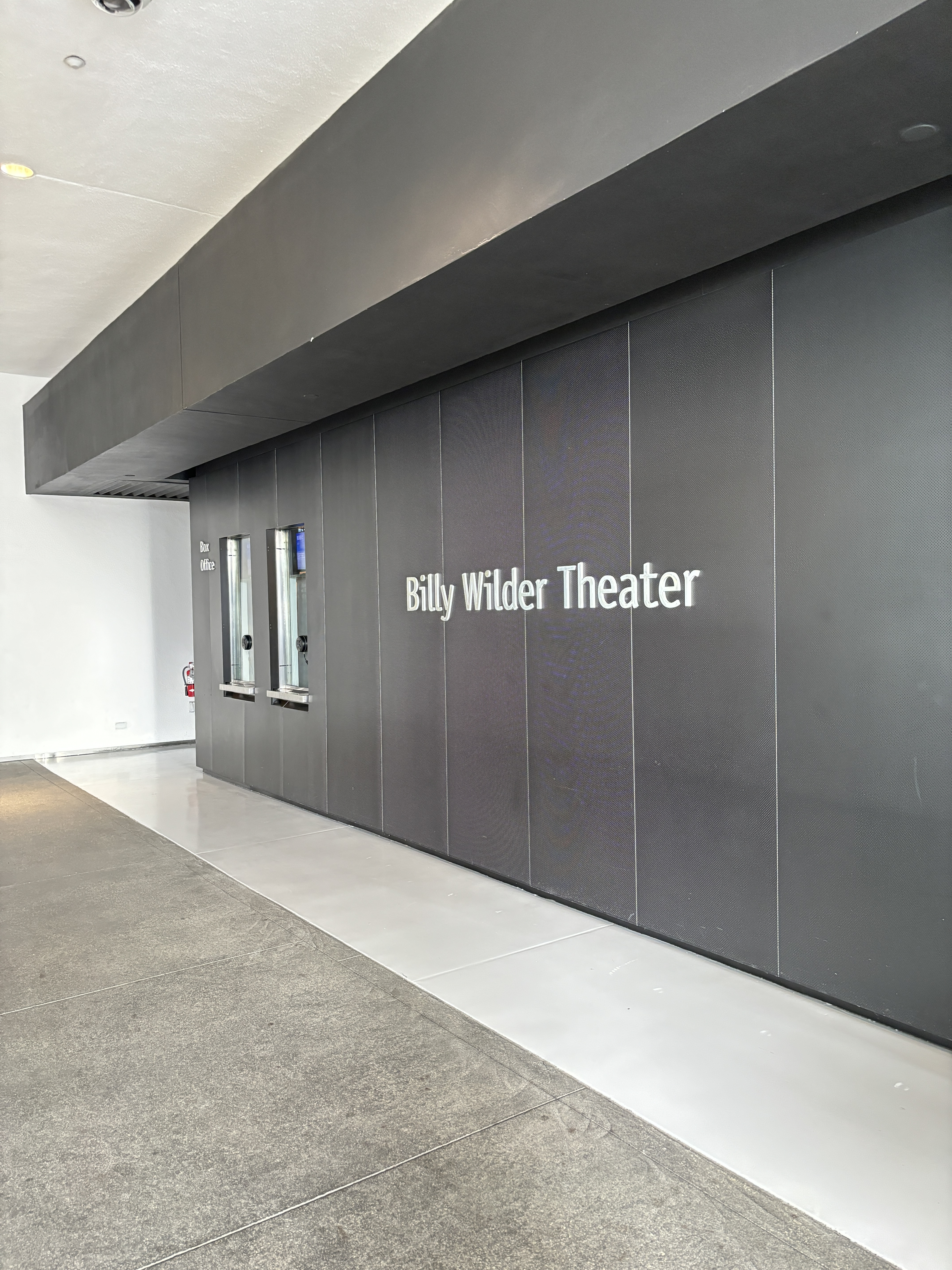
Le Billy Wilder Theater du Hammer Museum.

L'UCLA Film and Television Archive est un organisme basé à l'université de Californie à Los Angeles dont l'activité est consacrée à la conservation, l'étude et la valorisation de films et d'émissions de télévision.
Également lieu d'exposition à but non lucratif, les archives projettent plus de 400 films et vidéos par an, principalement au Billy Wilder Theater, situé dans l'enceinte du Hammer Museum à Westwood, en Californie. (Auparavant, les films étaient projetés au James Bridges Theater sur le campus de l'UCLA). Les archives sont financées par l'UCLA, des intérêts publics et privés et l'industrie du divertissement. Elles sont membres de la Fédération internationale des archives du film.

## Historique
L'activité de l'organisme a commencé en 1965, avec la prise en charge de la collection de la Television Academy. Les premières années ont été consacrées à sauver les copies nitrate de films qui étaient en voie de destruction. Son fondateur et ancien directeur était Robert Rosen, mort en 2024. 
Les archives sont conservées dans un bâtiment à Santa Clarita depuis 2015. 
L'UCLA Film and Television Archive a fêté son 60e anniversaire en 2025.

## Description
Les Archives sont un département de la bibliothèque de l'UCLA. En janvier 2021, sa collection comptait plus de 500 000 articles, dont environ 159 000 titres de films et 132 000 [titres de télévision, plus de 27 millions de pieds de films d'actualités, plus de 222 000 enregistrements de diffusion sonore et plus de 9 000 disques de transcription radio.
On y trouve les collections de films 35 mm de la Paramount et de Republic Pictures, Disney/20th Century Studios, Warner Bros. Discovery/Warner Bros., Sony/Columbia Pictures, New World Pictures, Amazon/MGM, United Artists et Orion Pictures, NBC Universal/Universal Pictures, et RKO. 